# Eslovaquia en los Juegos Olímpicos de Nagano 1998
Eslovaquia estuvo representada en los Juegos Olímpicos de Nagano 1998 por un total de 37 deportistas que compitieron en 7 deportes.  
El portador de la bandera en la ceremonia de apertura fue el esquiador de fondo Ivan Bátory. El equipo olímpico eslovaco no obtuvo ninguna medalla en estos Juegos.